# KNVB-Pokal 1985/86
Der KNVB-Pokal 1985/86 war die 68. Auflage des niederländischen Fußball-Pokalwettbewerbs. An ihr nahmen die 18 Mannschaften der Eredivisie, die 19 Teams der Eerste Divisie und 27 Vertreter aus dem Amateurbereich teil.
Pokalsieger wurde Ajax Amsterdam. Das Team setzte sich im Finale gegen RBC Roosendaal durch. Der Sieger erhielt einen Startplatz im Europapokal der Pokalsieger.

## Modus
Alle Begegnungen wurden in einem Spiel entschieden. Bei unentschiedenem Ausgang wurde das Spiel auf des Gegners Platz wiederholt. Stand es auch im Wiederholungsspiel nach 90 Minuten unentschieden, kam es zur Verlängerung und falls nötig zum Elfmeterschießen.

## 1. Runde
| Datum      |                               | Ergebnis |                        |
| ---------- | ----------------------------- | -------- | ---------------------- |
| 09.10.1985 | Ajax Amsterdam                | 3:0      | Sparta Rotterdam       |
| 09.10.1985 | FC Groningen                  | 5:1      | FC Den Bosch ʼ67       |
| 09.10.1985 | Vitesse Arnheim               | 0:3      | PSV Eindhoven          |
| 12.10.1985 | ASWH                          | 2:1      | FC Emmen               |
| 12.10.1985 | AVW '66 Westervoort           | 1:3      | NEC Nijmegen           |
| 12.10.1985 | VV De Bataven                 | 0:2      | VVOG Harderwijk        |
| 12.10.1985 | SC Cambuur                    | 1:2      | DS '79                 |
| 12.10.1985 | DETO Twenterand               | 2:8      | HFC Haarlem            |
| 12.10.1985 | Haarlemse FC EDO              | 3:3      | Kozakken Boys          |
| 12.10.1985 | Fortuna Sittard               | 3:0      | FC Wageningen          |
| 12.10.1985 | Go Ahead Eagles Deventer      | 1:1      | SC Veendam             |
| 12.10.1985 | GVVV                          | 3:1      | HSV Hoek               |
| 12.10.1985 | SV Marken                     | 3:1      | VV Rheden              |
| 12.10.1985 | VV Oostkapelle                | 3:2      | SV Limburgia           |
| 12.10.1985 | ROHDA Raalte                  | 4:1      | VV Spijkenisse         |
| 12.10.1985 | SVV Schiedam                  | 3:2      | Roda JC Kerkrade       |
| 12.10.1985 | SC Telstar 1963               | 1:0      | RKC Waalwijk           |
| 12.10.1985 | SV Urk                        | 1:4      | AZ '67 Alkmaar         |
| 12.10.1985 | VVV-Venlo                     | 0:5      | PEC Zwolle '82         |
| 12.10.1985 | Wilhelmina '08 Weert          | 0:1      | SV Spakenburg          |
| 13.10.1985 | DHC Delft                     | 0:1      | FC Twente Enschede     |
| 13.10.1985 | VV Drachten                   | 1:6      | FC Volendam            |
| 13.10.1985 | EHC Hoensbroek                | 2:7      | NAC Breda              |
| 13.10.1985 | VV Eindhoven                  | 0:1      | RBC Roosendaal         |
| 13.10.1985 | Sportclub Enschede            | 1:1      | SC Heerenveen          |
| 13.10.1985 | Excelsior Rotterdam           | 1:3      | FC Den Haag            |
| 13.10.1985 | VV Papendrecht                | 2:1      | DWV Amsterdam          |
| 13.10.1985 | RC Heemstede                  | 3:2      | Willem II Tilburg      |
| 13.10.1985 | RKSV Rood Wit Sint Willebrord | 0:2      | SC Heracles Almelo '74 |
| 13.10.1985 | FC Utrecht                    | 3:1      | Helmond Sport          |
| 13.10.1985 | RKVV Voerendaal               | 0:0      | BV De Graafschap       |
| 30.10.1985 | Feyenoord Rotterdam           | 4:0      | MVV Maastricht         |

### Wiederholungsspiele
| Datum      |                  | Ergebnis              |                          |
| ---------- | ---------------- | --------------------- | ------------------------ |
| 30.10.1985 | BV De Graafschap | 4:1                   | RKVV Voerendaal          |
| 30.10.1985 | SC Heerenveen    | 2:1                   | Sportclub Enschede       |
| 30.10.1985 | SC Veendam       | 0:0 n. V. (4:3 i. E.) | Go Ahead Eagles Deventer |
| 02.11.1985 | Kozakken Boys    | 0:0 n. V. (3:2 i. E.) | Haarlemse FC EDO         |

## 2. Runde
| Datum      |                     | Ergebnis |                        |
| ---------- | ------------------- | -------- | ---------------------- |
| 23.11.1985 | AZ '67 Alkmaar      | 0:0      | FC Groningen           |
| 23.11.1985 | Kozakken Boys       | 0:2      | PEC Zwolle '82         |
| 23.11.1985 | SV Marken           | 3:1      | SC Heracles Almelo '74 |
| 23.11.1985 | NAC Breda           | 2:0      | SVV Schiedam           |
| 23.11.1985 | VV Oostkapelle      | 2:2      | SC Telstar 1963        |
| 23.11.1985 | SC Veendam          | 1:1      | BV De Graafschap       |
| 23.11.1985 | VVOG Harderwijk     | 2:2      | HFC Haarlem            |
| 24.11.1985 | Feyenoord Rotterdam | 4:1      | PSV Eindhoven          |
| 24.11.1985 | SC Heerenveen       | 1:1      | RC Heemstede           |
| 24.11.1985 | RBC Roosendaal      | 3:2      | DS '79                 |
| 24.11.1985 | FC Volendam         | 0:2      | VV Papendrecht         |
| 11.12.1985 | SV Spakenburg       | 1:1      | FC Den Haag            |
| 14.12.1985 | ROHDA Raalte        | 1:0      | GVVV                   |
| 18.12.1985 | Fortuna Sittard     | 3:0      | ASWH                   |
| 09.02.1986 | FC Utrecht          | 0:4      | Ajax Amsterdam         |
| 11.03.1986 | FC Twente Enschede  | 2:3      | NEC Nijmegen           |

### Wiederholungsspiele
| Datum      |                  | Ergebnis  |                 |
| ---------- | ---------------- | --------- | --------------- |
| 18.12.1985 | BV De Graafschap | 2:1       | SC Veendam      |
| 18.12.1985 | FC Groningen     | 2:0 n. V. | AZ '67 Alkmaar  |
| 18.12.1985 | HFC Haarlem      | 4:1       | VVOG Harderwijk |
| 18.01.1986 | SC Telstar 1963  | 2:0       | VV Oostkapelle  |
| 08.02.1986 | FC Den Haag      | 2:0       | SV Spakenburg   |
| 09.02.1986 | RC Heemstede     | 2:1 n. V. | SC Heerenveen   |

## 3. Runde
| Datum      |                 | Ergebnis |                     |
| ---------- | --------------- | -------- | ------------------- |
| 08.03.1986 | ROHDA Raalte    | 1:3      | SV Marken           |
| 18.03.1986 | FC Den Haag     | 4:2      | NAC Breda           |
| 18.03.1986 | Fortuna Sittard | 2:1      | Feyenoord Rotterdam |
| 18.03.1986 | FC Groningen    | 3:0      | VV Papendrecht      |
| 18.03.1986 | HFC Haarlem     | 0:0      | PEC Zwolle '82      |
| 18.03.1986 | NEC Nijmegen    | 1:0      | BV De Graafschap    |
| 18.03.1986 | RBC Roosendaal  | 1:1      | SC Telstar 1963     |
| 19.03.1986 | RC Heemstede    | 1:3      | Ajax Amsterdam      |

### Wiederholungsspiele
| Datum      |                 | Ergebnis              |                |
| ---------- | --------------- | --------------------- | -------------- |
| 09.04.1986 | PEC Zwolle '82  | 0:1                   | HFC Haarlem    |
| 09.04.1986 | SC Telstar 1963 | 0:0 n. V. (4:5 i. E.) | RBC Roosendaal |

## Viertelfinale
| Datum      |                | Ergebnis |                 |
| ---------- | -------------- | -------- | --------------- |
| 22.04.1986 | SV Marken      | 0:1      | FC Den Haag     |
| 23.04.1986 | Ajax Amsterdam | 1:0      | FC Groningen    |
| 23.04.1986 | HFC Haarlem    | 0:1      | RBC Roosendaal  |
| 23.04.1986 | NEC Nijmegen   | 2:1      | Fortuna Sittard |

## Halbfinale
| Datum      |                | Ergebnis |                |
| ---------- | -------------- | -------- | -------------- |
| 07.05.1986 | NEC Nijmegen   | 1:3      | Ajax Amsterdam |
| 08.05.1986 | RBC Roosendaal | 2:0      | FC Den Haag    |

## Finale
| Ajax Amsterdam                                   | Ajax Amsterdam | RBC Roosendaal | RBC Roosendaal |
| ------------------------------------------------ | --- | --- | -------------- |
| Ajax Amsterdam                                   | \| 28. Mai 1986 in De Meer Stadion, Watergraafsmeer \| \| Ergebnis: 3:0 (0:0) \| \| Zuschauer: 25.000 \| \| Schiedsrichter: John Blankenstein \| \| Spielbericht \|                                                        | \| 28. Mai 1986 in De Meer Stadion, Watergraafsmeer \| \| Ergebnis: 3:0 (0:0) \| \| Zuschauer: 25.000 \| \| Schiedsrichter: John Blankenstein \| \| Spielbericht \|                                                             | RBC Roosendaal |
| Ajax Amsterdam                                   | Stanley Menzo – Sonny Silooy, Ronald Koeman, Ronald Spelbos, Peter Boeve – Gerald Vanenburg (46. John Bosman), Frank Rijkaard, Arnold Mühren, John van ’t Schip – Marco van Basten , Rob de Wit. Cheftrainer: Johan Cruyff | Frank Brugel – Peter Pijpers, Ruud Brood, Mario Molenaar, Tommie Kerstens – Albert Jurgens, Wim van de Steene (51. Arie Romijn), Gerrie Jumelet, Clemens Bastiaansen – Gerrie Voets, Dirk van der Laan. Cheftrainer: Hans Verèl | RBC Roosendaal |
| Ajax Amsterdam                                   | 1:0 John Bosman (46.) 2:0 Sonny Silooy (67.) 3:0 John Bosman (80.) | | RBC Roosendaal |
| 28. Mai 1986 in De Meer Stadion, Watergraafsmeer | | |                |
| Ergebnis: 3:0 (0:0)                              | | |                |
| Zuschauer: 25.000                                | | |                |
| Schiedsrichter: John Blankenstein                | | |                |
| Spielbericht                                     | | |                |